# 迈科集团
迈科集团（迈科投资控股集团）是一家位于西安的控股集团公司，主要业务为期货和金属贸易。目前员工2000多人，年销售额300亿元。

## 进入有色金属冶炼行业
现与青铜峡铝业合资电解铝项目，并收购上海鑫冶铜业